# Gerald Vanenburg
Gerald Vanenburg (Utrecht, Països Baixos, 5 de març de 1964) és un exfutbolista neerlandès. Va disputar 42 partits amb la selecció dels Països Baixos.